# Hakkı Keskin
Hakkı Keskin est un homme politique allemand d'origine turque et un professeur de science politique et de politique des migrations dans l'enseignement supérieur à Berlin. 

## Biographie
Né en 1943 à Maçka (Hamisköy), dans la province de Trabzon, en Turquie, il arrive en Allemagne en 1965 comme étudiant, et s'y installe. De 1967 à 1977 il étudie les sciences politiques et économiques à l'Université libre de Berlin. Il retournera brièvement en Turquie comme conseiller au Plan du premier ministre turc Bülent Ecevit en 1978-1980 et revient en Allemagne après le coup d'État militaire de 1980.
Il a été parlementaire régional à Hambourg pour le SPD de 1993 à 1997, devenant ainsi à l'époque le premier parlementaire allemand d'origine turque. Il quitte ensuite la politique active pour se consacrer à la mise sur pied d'une puissante organisation communautaire turque en Allemagne, la Türkische Gemeinde Deutschlands, dont il était devenu président en 1995. 
Aux élections du 18 septembre 2005 il est devenu député fédéral pour le nouveau parti Die Linke, trois mois après avoir quitté le SPD pour cause de désaccord avec la politique du gouvernement Schröder.
Il est actuellement un des vice-présidents du Vatan Partisi en Turquie, une force politique de la gauche anti-impérialiste d'origine maoïste qui s'est ouverte dans les dernières années au kémalisme.

## Publication
- Deutschland als neue Heimat. Eine Bilanz der Integrationspolitik, Verl. für Sozialwissenschaft, Wiesbaden 2005,  (ISBN 3531146734)